# Cavalieri di Nettuno
I Cavalieri di Nettuno (海闘士?, Marina), nella traduzione del manga Guerrieri dei mari, sono dei personaggi dell'anime e manga I Cavalieri dello zodiaco; le loro armature vengono chiamate Scale e prendono il nome da mostri marini presenti nella mitologia; a differenza dei Cavalieri di Atena, possono combattere utilizzando qualsiasi tipo di arma.

## Generali degli abissi

Le divisioni dei 7 oceani regnati da Nettuno

Tra i cavalieri di Nettuno, i generali degli abissi (detti anche i sette Generali di Poseidone) sono i guerrieri di grado più alto. La loro potenza è simile a quella dei Cavalieri d'oro, ma le loro armature (Scale), sono meno resistenti di quelle d'oro (Gold Cloth) dei custodi delle dodici case, anche se nel manga classico viene specificato che la capacità difensiva delle 7 Scale dei 7 Generali, è simile a quella delle Gold Cloth.
I Generali degli abissi non ricevono addestramenti: quando Nettuno si risveglia, gli spiriti dei Generali si risvegliano nei nuovi corpi di esseri umani per tornare a nuova vita. Essi difendono le colonne dei 7 mari che sostengono la volta del Regno marino di Nettuno.
Di seguito sono elencati i Generali degli abissi che affrontano i Cavalieri di bronzo nel manga e nell'anime:
- Oceano Pacifico settentrionale: Cavallo del mare (Baian di Sea Horse)
- Oceano Pacifico meridionale: Kira (Io di Scilla)
- Oceano Atlantico settentrionale: Dragone del mare (Kanon) (Kanon di Sea Dragon)
- Oceano Artico: Abadir (Isaac di Kraken)
- Oceano antartico: Lemuri (Kaysa di Lymnades)
- Oceano Indiano: Crisaore (Krishna di Crisaore)
- Oceano Atlantico meridionale: Syria (Sorrento di Siren)

### Abadir
Abadir (クラーケンのアイザック?, Kraken no Isaac), Isaac di Kraken nella traduzione del manga, è doppiato da Ryūsei Nakao nella versione giapponese e da Federico Danti e Dania Cericola (da bambino) in quella italiana. Protettore della colonna dell'Oceano Artico, la sua armatura rappresenta il Kraken, mitologica creatura marina mostruosa presente in numerose culture e leggende del mare. Il nome originale del personaggio è Isaac (ossia Isacco), nome d'origine ebraica appartenente anche ad uno dei patriarchi dell'Antico Testamento. Il nome italiano, (Abadir), invece deriva dalla lingua fenicia e designa un tipo di pietre che si dicevano essere cadute dal cielo. La mitologia greca racconta che la pietra che Rea diede da mangiare a Crono al posto di Zeus fosse appunto un'abadir.
In passato è stato allievo del Cavaliere d'oro di Aquarius (e del Maestro dei ghiacci nell'anime) e compagno di addestramento di Cristal il Cigno, uno dei protagonisti della storia. Quando Cristal si trova a combattere i Generali degli abissi di Nettuno scopre che Abadir è stato attirato dal cosmo del sovrano degli abissi nel suo santuario sottomarino, dove diventa il Generale di Kraken, protettore della Colonna dell'Artico. Mentre Cristal inizialmente non riesce a combattere contro il suo vecchio amico, Abadir, pieno di risentimento verso il Cavaliere del Cigno, colpevole di aver ucciso il loro vecchio maestro, non si fa scrupoli ed è sul punto di sconfiggerlo; lo scontro viene deciso proprio dal colpo segreto lasciato in eredità da Aquarius a Cristal, l'Aurora Execution ("Per il sacro Aquarius"). Prima di spirare il Generale degli abissi chiede perdono all'amico e gli rivela che il vero artefice della guerra tra Atena e Nettuno non è quest'ultimo, bensì, come si scoprirà in seguito, Dragone del mare.
Il suo colpo si chiama Aurora Boreale (オーロラ・ボレアリス?, Oorora Borarisu) ed è una tecnica di attacco basata sulle energie fredde (lo stesso tipo d'energia usato da Cristal e dal suo maestro Aquarius) che consiste nel creare una sfera di energia gelida che viene lanciata contro il nemico. Contemporaneamente Abadir crea un vento congelante molto potente che colpisce l'avversario insieme alla sfera.

### Cavallo del mare
Cavallo del mare (海馬（シーホース）のバイアン?, Sea Horse no Baian), Baian di Sea Horse nella traduzione del manga, è doppiato da Shō Hayami nella versione giapponese e da Luca Semeraro in quella italiana. Protettore della colonna dell'Oceano Pacifico settentrionale, la sua armatura rappresenta l'ippocampo, un essere metà cavallo e metà pesce che secondo la leggenda trainava il carro di Nettuno.
Cavallo del mare è il primo Generale degli abissi che i Cavalieri di bronzo affrontano nel regno di Nettuno. Durante queste battaglie, Cavallo del mare si imbatte in Pegasus, con cui inizia un duro combattimento. Cavallo del mare sottovaluta l'avversario e subito riesce a metterlo in difficoltà con i suoi colpi. Pegasus, tuttavia, ottiene la vittoria elevando il proprio cosmo allo stesso livello dei Cavalieri d'oro, e la stessa armatura di bronzo, bagnata del sangue dei Cavalieri d'Oro, diventa d'oro per qualche momento, conferendogli maggior potenza in attacco. Messo in difficoltà da Pegasus, che nel frattempo riesce anche a scoprire il punto debole della sua difesa, Cavallo del mare viene facilmente sconfitto e, contemporaneamente alla sua morte, la sua colonna dell'Oceano Pacifico settentrionale viene distrutta per mano di Pegasus grazie allo scudo dell'armatura di Libra.
Dalla Saint Seiya Encyclopedia si apprende che Cavallo del mare con il suo cosmo può manovrare a piacimento i venti e le correnti marine. Attraverso queste abilità può utilizzare tre colpi:
- Muro difensivo: Grazie ad una barriera di vortici d'aria, Cavallo del mare blocca i colpi lanciati dall'avversario. Una tecnica simile a quella di Eris, ma ovviamente molto più efficace e resistente. Nel manga viene specificato che Baian crea questa potente difesa, creando dei vortici d'aria muovendo le mani quasi alla velocità della luce.[3][4]
- Vortice del Pacifico (ゴッドブレス?, Goddo Buresu, God Breath): colpisce l'avversario con un potentissimo spostamento d'aria simile ad un vortice marino che travolge l'avversario.[3]
- Flutti degli Abissi (ライジングビローズ?, Raijingu Biroozu, Rising Billows): Scaglia in aria l'avversario con grande violenza, travolgendolo nello stesso momento con un potentissimo spostamento d'aria che va dal basso verso l'alto; la potenza di questo colpo è superiore a quella del già potente "Vortice del pacifico". Con questa tecnica riesce a scagliare Pegasus sino alla superficie marina.[3]

### Crisaore
Crisaore (クリュサオルのクリシュナ?, Chrysaor no Krisna), Krishna di Crisaore nella traduzione del manga, è doppiato da Satou Masaharu nella versione giapponese e da Tony Fuochi in quella italiana.Protettore della colonna dell'Oceano Indiano, la sua armatura rappresenta Crisaore, figlio di Nettuno, nonché custode della lancia sacra del padre (infatti il nome del personaggio significa "Portatore della Lancia"). Il nome originale di Crisaore deriva da Krishna, eroe indiano avatar del dio Vishnù.
Crisaore è il terzo Generale degli abissi che i Cavalieri di bronzo affrontano nel regno di Nettuno. Egli attacca Sirio di sorpresa, ferendolo subito al viso con la lancia d'oro (Golden Lance) forgiata dal dio Nettuno, con la quale riesce a trafiggere l'armatura del Dragone svariate volte. Il Cavaliere di Atena decide che è meglio schivare gli affondi dell'avversario, ma ben presto si rende conto che si sta solo stancando. Per poter vincere decide quindi di sfidare la lancia del Generale degli abissi provando a pararla con lo scudo, sperando che si infranga. L'arma però riesce a perforare persino il suo resistentissimo scudo, trapassandolo e ferendo il cavaliere al fianco. Nonostante Sirio stia per soccombere riesce però a utilizzare, togliendosi l'armatura, la spada Excalibur donatagli in punto di morte da Capricorn e a distruggere così la lancia di Crisaore e buona parte della sua vestigia. Il Cavaliere di Nettuno si priva anch'egli dell'armatura, e sfrutta l'energia Kundalini, la sua energia interiore (corrispondente al cosmo dei Cavalieri), per combattere Sirio utilizzando l'attacco Mahā Roşni (Grande Illuminazione in sanscrito), che indebolisce Sirio fino a privarlo della vista a causa della forte luce che sprigiona il colpo. Infine Atena mostra a Sirio i chakra di Crisaore e così ottiene la vittoria colpendoli tutti con l'Excalibur. Sirio poi abbatte la colonna dell'Oceano Indiano con la spada.
I suoi colpi sono:
- Lancia di Nettuno (フラッシング・ランサー?, Furasshingu Ransaa, Flashing Lance): un'arma forgiata e affidata a Crisaore da Nettuno in persona. È un'arma estremamente potente e affilata (trapassa l'armatura e lo scudo del Dragone con estrema facilità) ed è utilizzata dal Generale con grandissima abilità e velocità, tanto da mettere in seria difficoltà Sirio in brevissimo tempo. Sirio riuscirà a spezzarla solo grazie al settimo senso, che gli permetterà di usare l'Excalibur donatagli da Capricorn.[6] Nel manga Crisaore dice la sua lancia "ha un sacro potere con cui riesce a colpire qualsiasi malvagità".[6]
- Unione spirituale (マハ・ローシニー?, Maha Rōshinii, Maha Roshini, Hindi: महा रोशनी, Mahā Roşni, letteralmente "Grande Luce"): dopo essersi seduto e concentrando il mantra (quello che per i Cavalieri è il cosmo) Crisaore crea un muro invisibile che protegge lui e la colonna dell'Oceano Indiano. Mentre è concentrato nella posizione del loto Crisaore comincia a emettere una luce che trapassa le palpebre, accecando chiunque. L'Unione Spirituale e la barriera da essa eretta può essere distrutta solo colpendo i sette Chakra di Crisaore, disposti in linea retta sul suo corpo, sciogliendo il mantra.[7]

### Kira
Kira (スキュラのイオ?, Scylla no Io), Io di Scilla nella traduzione del manga, è doppiato da Issei Futamata nella versione giapponese e da Massimiliano Lotti in quella italiana. Protettore della colonna dell'Oceano Pacifico meridionale, la sua armatura rappresenta il mostro mitologico Scilla, che attirava i naviganti con la parte superiore del suo corpo con le fattezze di donna, per poi ucciderli con la parte inferiore del suo corpo. Il nome originale di Kira, ovvero Io, deriva dal personaggio della mitologia greca Io, sacerdotessa di Era argiva, figlia di Inaco, dio fluviale e re di Argo. Nel mito viene descritta unicamente la parte superiore del mostro Scilla, mentre la parte inferiore non viene mai specificata. I sei animali (orso, vampiro, aquila, libellula, lupo e serpente), dunque, sono esclusivamente un'aggiunta del manga da parte di Kurumada.
Kira combatte contro Andromeda. Kira, proprio come il mostro mitologico Scilla, è in grado di creare delle illusioni per attirare in trappola gli avversari, così da attaccarli in un secondo momento attraverso i suoi potentissimi colpi, ognuno per ogni bestia di cui era formata la stessa Scilla nella parte inferiore del corpo (libellula, aquila, serpente, lupo, vampiro, orso). Attraverso questi colpi, dunque, Kira attacca Andromeda, riuscendo all'inizio a metterlo in difficoltà. Tuttavia, il cavaliere di bronzo riesce a trovare delle difese adatte per ognuno degli attacchi di Kira con la sua catena e riesce infine a immobilizzare lo stesso Generale degli abissi. Andromeda scaglia poi le barre gemellari dell'armatura di Libra contro la colonna per distruggerla e vi riesce, nonostante Kira, ancora legato con le catene, si frapponga all'improvviso tra Andromeda e la colonna con il suo corpo, subendo in pieno l'urto delle armi di Libra e finendo ucciso.
L'attacco di Kira nel manga si chiama Seiju no Kiba (Artigli della Sacra Bestia) e con esso evoca letteralmente l'attacco di una bestia diversa a seconda della tecnica usata da Kira grazie alle componenti della sua armatura. Diversamente da altri personaggi dei Cavalieri dello Zodiaco quindi, i colpi di Kira si basano quasi esclusivamente sulle componenti fisiche che formano la sua armatura: quando, infatti, Andromeda distrugge le varie componenti della sua corazza, Kira non può più sfruttare quelle tecniche; in questa caratteristica è molto simile allo stesso Andromeda, che basa quasi tutto il suo stile di combattimento sulle sue catene.
Nello specifico gli attacchi evocati e le relative componenti sono:
- Volo dell'Aquila Possente (イーグルクラッチ?, Iguru Kuratchi, Eagle Clutch): per mezzo degli artigli d'aquila posti sui bracciali: l'Aquila evocata attacca il nemico affondando gli artigli nei punti più deboli del suo corpo (ad esempio parti del corpo non protetti dall'armatura).[9]
- Zanne del Lupo (ウルフズファング?, Urufu-Zu Fangu , Wolf's Fang): per mezzo del suo elmo a forma di testa di lupo; il Lupo evocato corre verso l'avversario e lo azzanna per sbranarlo.[9]
- Puntura della Libellula (クインビーズスティンガー?, Kuin Bī-Zu Suteingā, Queen Bee's Stinger): per mezzo del pungiglione che ha sul polso destro; la Libellula (in originale un'Ape Regina) trafigge l'avversario in pieno petto con il pungiglione.[9]
- Spire di Serpente (サーペントストラングラー?, Sāpanto Sutorangurā, Serpent Strangler): per mezzo della testa di serpente sul suo polso sinistro; il Serpente gigantesco materializzato da Kira immobilizza l'avversario stritolandolo e soffocandolo.[9]
- Ali del Vampiro (バンパイアインヘイル?, Bampaira Inheiru, Vampire Inhale): per mezzo della ali da pipistrello che ha sulla schiena; Kira evoca uno stormo di centinaia di pipistrelli vampiri che si avventano sul nemico per succhiarne la linfa vitale.[9]
- Zampata dell'Orso Bruno (グリズリースラップ?, Gurizuri Surappu, Grizzly Slap): per mezzo delle zampe da orso che ha alle ginocchia; Kira evoca un Orso Grizzly che aggredisce il nemico per dilaniarlo con gli artigli e perscuoterlo tanto da sbatterlo all'aria.[9]
- Gorgo di Scilla (ビッグトルネード?, Biggu Torunēdo, Big Tornado): tecnica finale di Kira non dipendente dall'armatura di Scilla.Consiste nel creare un vortice acquatico che risucchia l'avversario, lanciandolo fino alla superficie marina.

Nella versione italiana dell'anime Kira dice di lanciare illusioni e non reali colpi (come dimostrazione della sua potenza) successivamente chiederà ad Andromeda quale animale preferisce per ricevere il colpo finale, come per molte altre occasioni questo avviene per mitigare i toni feroci dell'anime della versione originale, infatti nella versione giapponese (e nel manga) Kira lancia realmente le sue bestie con i loro letali effetti; nel caso del Vampiro ad esempio (occasione in cui afferma che i suoi colpi sono in realtà realistiche illusioni) nella versione originale Kira lancia un vero vampiro che affonda i canini nella gola di Andromeda per succhiarne il sangue (come fanno appunto i vampiri nell'immaginazione popolare).

### Lemuri
Lemuri (リュムナデスのカーサ?, Lymnades no Caça), Casa di Lymnades nella traduzione del manga, è doppiato da Keaton Yamada nella versione giapponese e da Sergio Romanò in quella italiana. Protettore della colonna dell'Oceano antartico, la sua armatura rappresenta le Limniadi, un tipo di Naiadi dei laghi. Il nome originale di Lemuri, Caça, significa "caccia" in portoghese. Il volto di Lemuri senza elmo non viene mai mostrato nell'anime e nel manga, ma Masami Kurumada lo ha personalmente disegnato per il modellino myth del personaggio, raffigurandolo con capelli neri corti e crespi. Nella serie animata, inoltre, Lemuri ha una carnagione albina, forse per sottolineare la sua strana natura.
Lemuri ha la capacità di potersi trasformare in una qualsiasi altra persona, assumendone le sembianze e imitandone la voce, il carattere e anche, se si tratta di un Cavaliere, i colpi segreti. Usa questa abilità per leggere nel cuore del suo avversario, trasformarsi nella persona più cara e poterlo così colpire a tradimento. Riesce in questo modo a sconfiggere Pegasus (mutandosi prima in Castalia e poi in sua sorella Patricia), Cristal (mutandosi nel suo maestro Aquarius) e Andromeda (mutandosi in suo fratello Phoenix), nonostante quest'ultimo sia avvertito dalle sue catene del pericolo. Non riesce però nel suo intento contro Phoenix: nonostante si trasformi prima nel suo fratello Andromeda e poi nella sua amata Esmeralda viene ucciso dal Cavaliere di bronzo, che riesce a mantenere la freddezza. In realtà Lemuri non riesce a tramutarsi in Esmeralda, viene finito quando ancora è mutato in Andromeda, ma riesce a scrutare nel cuore di Phoenix e a riportare alla luce l'amore per Esmeralda che persino lui credeva sopito, e questo lo rende contento nonostante la sconfitta e la morte ormai prossima. Phoenix, tra sé e sé, ringrazierà il suo nemico per avergli riportato vicina, almeno per un attimo, la donna che amava.
Lemuri, nel manga, viene definito da Syria "il più terribile fra i Sette Generali": questo grazie alla capacità di leggere nella mente e disorientare i nemici come in un labirinto per attirarli a sé (solo Cristal si era diretto effettivamente di propria volontà alla sua colonna), per poi trasformarsi nelle persone a loro care e ucciderli con un colpo a sorpresa. Gli inganni messi in atto da Lemuri vengono definiti come assolutamente micidiali per qualunque avversario. Oltre all'abilità di trasformarsi, Lemuri dispone di un colpo segreto, gli Occhi della salamandra (サラマンダー・ショック?, Saramandā Shokku, Salamader Shock), in cui scaglia dalle sue mani una serie di raggi elettrici volti a finire l'avversario, il quale avrà l'impressione che i colpi partano dagli occhi di una gigantesca salamandra.

### Syria
Syria delle Sirene (海魔女（セイレーン）のソレント?, Seiren no Sorrento, Sorrento di Siren) nella traduzione del manga, è doppiato da Shioya Yoku nella versione giapponese e da Enrico Carabelli (ep. 96-97, 100), Alberto Mancioppi (ep. 110-114, ep. 29-31 Hades) e Diego Sabre (ep. 111) in quella italiana. Protettore della colonna dell'Oceano Atlantico meridionale, la sua armatura rappresenta una sirena greca, ovvero una donna alata e con zampe da rapace, più simile all'arpia. Le abilità di Syria è probabile che si ispirino a quelle di Orfeo della Lira, uno degli antagonisti del primo film La dea della discordia, su cui verrà ricavato anche il Cavaliere d'argento Orpheo per la serie di Hades e anche alle sirene che Ulisse incontra nell'Odissea. Come nel mito omerico le sirene cantano con voce soave per attirare i marinai e farli incagliare sugli scogli per poi predarli, il guerriero di Nettuno colpisce con la musica del flauto prima incantando e poi uccidendo l'avversario.
Syria è il primo Generale degli abissi che compare nella storia. Si reca a uccidere i Cavalieri di bronzo in gravi condizioni dopo il combattimento contro Gemini alle dodici case, ma incontra Toro che viene sconfitto e ferito nello scontro, in quanto il suono del flauto di Syria ha il terribile potere di indebolire chi l'ascolta di ben 100 volte. Decide di risparmiare il Cavaliere d'oro su richiesta di Atena, conducendo quest'ultima da Nettuno. Nei combattimenti nel Santuario marino di Nettuno viene sconfitto da Andromeda grazie al suo Cosmo immenso. Syria riesce a riprendersi e scopre la verità su Dragone del mare, il quale sta rivelando a Phoenix di essere lui l'artefice di quella guerra e non il dio Nettuno. Essendo fedele a Nettuno, Syria decide di porre fine a quella guerra insensata e permette a Phoenix di distruggere la sua colonna e, risparmiando Kanon per disprezzo, si allontana. In seguito incontra nuovamente l'alter ego di Nettuno, Julian Kedives, nelle sembianze di uno studente di musica e si offre di aiutarlo ad accudire tutti i bambini rimasti orfani a causa delle violente inondazioni provocate dal dio dei mari.
Nella serie animata, rispetto al manga, lo scontro con Toro non esiste e Syria compare per la prima volta al termine della saga filler di Asgard, inviato dal Signore dei Mari a punire Ilda di Polaris per non essere riuscita a sconfiggere i Cavalieri di Atena. Il compimento della sua missione viene ostacolato da Orion che s'immola nel tentativo di ucciderlo, sacrificio che risulta vano poiché Syria si salva grazie al potere del flauto. Sempre dall'anime, si viene a sapere che è stato maestro di Mime: ciò va apparentemente in contrasto con quanto sostenuto (e visto) in precedenza, ovvero che il cavaliere del nord fosse stato allenato dal padre adottivo Folken, sostenitore dell'addestramento fisico e strenuo oppositore alla predisposizione musicale del ragazzo. Dopo averlo sconfitto (ed ucciso) in duello, è tuttavia verosimile che Mime si sia ritrovato nuovamente libero di seguire la propria inclinazione: può darsi quindi che il Generale degli Abissi sia subentrato come precettore in un secondo momento, istruendo l'allievo nell'arte del combattimento unita alle melodie ed armonie sonore.
I suoi colpi sono:
- Barriera circolare: utilizzando il proprio flauto Syria è in grado di creare una barriera difensiva.
- Dolce Melodia del Flauto (Dead End Symphony): intona con il suo flauto dorato una melodia che incanta il nemico come il canto delle sirene mitologiche e ne attacca direttamente il cervello indebolendo il corpo i cinque sensi e il cosmo dei suoi avversari, rendendolo sino a 100 volte più debole (come specificato nel manga nel duello tra Aldebaran e Syria).[16]
- Dolce Melodia di Requiem (Dead End Climax): intona con il suo flauto dorato una melodia che attacca direttamente il cervello causandogli terribili dolori alla testa, l'ultima nota di questa melodia uccide all'istante l'avversario. Durante l'esecuzione di questa tecnica l'avversario è circondato dalla splendida illusione di sirene e ninfe acquatiche che volano intorno a lui.[16]

Nel manga durante il duello contro Aldebaran e poi quello contro Shun, viene specificato chiaramente che per quanto ci si provi, è impossibile evitare gli effetti della musica di Sorrento. 
Nella versione italiana dell'anime, diversamente dalla versione originale e dal manga, i colpi di Syria non hanno un nome.

## Altri guerrieri

### Marina
Nettuno è a capo anche di un esercito di soldati semplici dotati di armature squamate. Dalla Saint Seiya Encyclopedia s'apprende che tali soldati (Marina) hanno la forza fisica dei Cavalieri di Bronzo, vale a dire, una forza fisica molto superiore a quella dei normali esseri umani.
- Nel manga classico si vede uno di queste soldati Marina rapire Saori durante la festa per il compleanno di Julian, questo soldato verrà però subito ucciso da Aiolia del Leone che impedirà il rapimento.[26]
- Sempre nel manga Thetis attacca la villa di Saori Kido a Tokyo con numerosi di questi soldati Marina.[26]
- Inoltre si vede sempre nel manga, Seiya e gli altri Bronze Saint che affrontano(vicino ad un piccolo tempio situato nel regno dei mari di Poseidone), un gruppo di questi soldati Marina e i Saint sconfiggono tutti questi soldati con facilità.[26]
- Infine sempre nel manga, Seiya vicino alla colonna protetta da Baian, affronta e sconfigge facilmente alcuni di questi soldati che lo attaccano con delle catene e delle pesanti ancore.[26]

### Titis
Titis (人魚姫（マーメイド）のテティス?, Mermaid no Thetis), nella traduzione del manga Tetis di Mermaid, doppiata da Hiromi Tsuru nella versione originale e da Roberta Federici (ep. 100-111) ed Elda Olivieri (ep. 114) in quella italiana.
In un dialogo del manga, Thetis alla domanda se lei è una sirena come quelle dei miti greci, risponde di si, che lei è una sirena.
Come rango e come potenza simile ad un Cavaliere d'argento, Titis è colei che ha risvegliato lo spirito del dio Nettuno che si era reincarnato in Julian Kedives. Nel manga si viene a sapere che ella è la portavoce primaria del dio Poseidon, ed è fedelissima al suo dio per un debito di riconoscenza che risale a quando aveva le fattezze di un pesce ed era stata liberata dalle maglie di una rete proprio da un Julian bambino.
Nella battaglia contro i Cavalieri di bronzo accoglie al Santuario Marino Pegasus e Andromeda, attirandoli con un canto armonioso, ma viene sconfitta dai due eroi ed è costretta a lasciarli passare (anche dietro ordine di Dragone del mare). Successivamente si scontra con Kiki, ma quando è sul punto di sconfiggerlo viene affrontata da Tisifone, che riesce ad avere la meglio su di lei. Alla fine, mentre il Santuario marino sta crollando su sé stesso, Titis prende il corpo di Julian Kedives (ormai liberato dallo spirito di Nettuno) e, a costo della propria vita, riesce a portarlo sano e salvo in superficie. Nell'anime, al contrario, Titis riesce a salvarsi: infatti nel finale la si vede nuotare nel mare tramutata in sirena.
L'armatura di Titis nella sua forma a riposo raffigura una sirena metà donna e metà pesce. La tecnica di combattimento che viene mostrata (solo nell'anime) è la "Sottile trama corallina" (Death Coral Trap), in cui Titis usa la sua voce per incantare i nemici come facevano le sirene nella mitologia, nello stesso momento una fitta rete di corallo li avvolge e li soffoca poco a poco.

## Altri media
I 7 Generali degli abissi del manga/anime classico appaiono come personaggi giocabili nel videogioco per PlayStation 3 Saint Seiya: Brave Soldiers e nel videogioco Saint Seiya: Soldiers' Soul per PS3, PS4 e PC, ed in vari videogiochi per cellulari.
Di tutti è 7 i Marine General compresi anche i personaggi di Titis e Poseidon sono stati creati da Bandai dei modellini, delle action figure (in due versioni diverse myth cloth e myth cloth ex) vendute in Giappone e nel mondo.
I Marine General appaiono anche in alcuni capitoli realizzati da Kurumada chiamati "Saint Seiya Origin" nella SS FE, dove ci viene mostrato per esempio come i Generali Marini si sono riuniti tutti al tempio di Poseidone la prima volta durante la chiamata del Signore dei Mari, oppure come Isaac di Kraken ha scoperto la vera identità di Sea Dragon (Kanon).
I Generali Marini sono anche i protagonisti di un nuovo manga di Saint Seiya chiamato Rerise of Poseidon.